# Фрэнсис, Пирс
Пирс Фрэнсис (англ. Piers Francis, родился 20 июня 1990 года в Грейвзенде) — английский регбист, выступающий на позициях внутреннего центрового (инсайд-центра) и блуждающего полузащитника (флай-хава). Игрок клуба «Бат»; серебряный призёр чемпионата мира 2019 года в составе сборной Англии.

## Биография
Уроженец Грейвзенда, учился в Кентском колледже. Учился в молодёжной академии регбийного клуба «Сарацины», однако по исполнении 17-летия наставники молодёжной команды исключили Пирса из состава, посчитав, что он не подходит для Премьер-Лиги. Играл за любительский клуб «Олд Грейвзендианс», уровень которого был настолько низким, что матчи заканчивались драками, а игроки после матчей злоупотребляли алкоголем. Позже выступал в Шестом дивизионе за «Мэйдстоун».
В возрасте 18 лет Пирс улетел в Новую Зеландию с одним из тренеров клуба «Мэйдстоун», где устроился работать в Starbucks баристой и тренироваться в составе команды провинции Окленд. В Кубке Mitre 10 он дебютировал в возрасте 18 лет и отметился хорошей игрой за команды Окленда и Уаикато, после чего на Пирса обратил внимание «Эдинбург», подписавший его в 2012 году. Фрэнсис за два года провёл всего 15 игр в шотландской команде из-за постоянных травм, а 1 июня 2014 года клуб расторг контракты с ним и ещё с двумя флай-хавами — Гарри Леонардом и Грегором Хантером.
За время трансферного окна Пирс не получил ни одного предложения и снова был вынужден работать в кафе баристой. Только в ноябре 2014 года его пригласил к себе клуб «Донкастер Найтс» из Чемпионшипа с жёсткими условиями: контракт на пять месяцев до марта 2015 года с возможностью продления при условии, что он не получит серьёзных травм и успешно выступит. Контракт не был продлён, и Фрэнсис в 2015 году вернулся в Новую Зеландию, заключив двухлетний контракт с клубом «Каунтиз Манукау» из Mitre 10. В Mitre 10 Фрэнсис выступал успешно под руководством Таны Умаги и в 2016 году стал игроком «Блюз».
20 марта 2017 года Фрэнсис вернулся в Англию, став игроком клуба «Нортгемптон Сэйнтс» в сезоне 2017/2018. Был включён в заявку сборной Англии на летнее турне по Аргентине. 17 июня 2017 года занёс свою первую попытку в игре за сборную Англии в тест-матче против Аргентины в Санта-Фе (победа 35:25). На чемпионате мира 2019 года, прошедшем в Японии, Фрэнсис сыграл всего один матч против США, проведя на поле 50 минут.